# Calvin Lockhart
Calvin Lockhart (Bert McClossy Cooper; 18 de octubre de 1934 – 29 de marzo de 2007) fue un actor nacido en Bahamas y nacionalizado estadounidense, reconocido principalmente por sus papeles del reverendo Deke O'Malley en la película de 1970 Cotton Comes to Harlem, de Biggie Smalls en la cinta de 1975 Let's Do It Again y del Rey Willie en el largometraje de terror de 1990 Depredador 2.

## Filmografía

### Cine y televisión
- Venere creola (1961) - Melchiorre
- Cleopatra (1963)
- Family Christmas (1965)
- Talking to a Stranger (1966) - Leonard
- Girl in a Black Bikini (1967) - Lee Anderson
- Drums Along the Avon (1967) - Conductor de bus
- The Mercenaries (1968) - Presidente Mwamini Ubi
- A Dandy in Aspic (1968) - Brogue
- Light Blue (1968) - Damon Page
- Only When I Larf (1968) - Ali Lin
- Salt and Pepper (1968) - Jones
- Nobody Runs Forever (1968) - Jamaica
- Joanna (1968) - Gordon
- Halls of Anger (1970) - Quincy Davis
- Leo the Last (1970) - Roscoe
- Cotton Comes to Harlem (1970) - Deke O'Malley
- Myra Breckinridge (1970) - Irving Amadeus
- Melinda (1972) - Frankie J. Parker
- Le Grabuge (1973) - Pablo
- Contratto carnale (1974) - Ruma/Kofi
- The Beast Must Die (1974) - Tom Newcliffe
- Uptown Saturday Night (1974) - Silky Slim
- Honeybaby, Honeybaby (1974) - Liv
- Good Times (1978) - Raymond
- Let's Do It Again (1975) - Biggie Smalls
- The Marijuana Affair (1975)
- The Baron (1977) - Jason
- Starsky & Hutch (1978) - Allen 'Angel' Walter
- The Baltimore Bullet (1980) - Snow White
- Coming to America (1988) - Coronel Izzi
- Wild at Heart (1990) - Reggie
- Predator 2 (1990) - Rey Willie
- Twin Peaks: Fire Walk with Me (1992)
- Rain (2008) - Samuel
- Twin Peaks: The Missing Pieces (2014, escenas filmadas en 1992)